# Hendrik Sakimin
Hendrik Sakimin is een Surinaams politicus. Hij was van 2005 tot 2015 lid van De Nationale Assemblée.

## Biografie
Hendrik Sakimin is lid Pertjajah Luhur (PL) en kwam na de verkiezingen van 2005 met voorkeursstemmen binnen in De Nationale Assemblée (DNA), als lijstduwer voor het Nieuw Front in Commewijne. In juli en augustus 2007 was hij met een Surinaamse delegatie in Taipei en accepteerde hij Taiwanese hulppakketten voor Suriname. Taiwan bood toen aan om de Chinese projecten in Suriname over te nemen. De Volksrepubliek China protesteerde tegen de geste vanuit het Een-Chinabeleid.
Tijdens de verkiezingen van 2010 werd hij opnieuw verkozen in DNA, waarbij PL deze keer deel uitmaakte van de VolksAlliantie. Dat jaar was hij een van de drie Javaanse Surinamers die in het district Commewijne werden verkozen, naast Sheilendra Girjasing (VHP) en Jenny Warsodikromo (NDP).
Tijdens de verkiezingen van 2015 werd hij niet herkozen in DNA. Enkele maanden na de verkiezingen behoorde hij tot de groep PL-leden die de partij de rug toekeerden en de Hervormings- en Vernieuwingsbeweging (HVB) oprichtten onder leiding van Raymond Sapoen en Diepak Chitan.  In augustus 2018 liep hij opnieuw over, deze keer naar de NDP. Enkele maanden na de verkiezingen van 2020 keerde hij terug naar de PL.
Tijdens de verkiezingen van 2025 stond hij op nummer 40 van de lijst van de PL.